# Andrei Jämsä
Andrei Jämsä (født 14. februar 1982 i Pärnu, Sovjetunionen) er en estisk roer.
Jämsä vandt bronze ved OL 2016 i Rio de Janeiro, som del af den estiske dobbeltfirer. Bådens øvrige besætning var Allar Raja, Tõnu Endrekson og Kaspar Taimsoo. I finalen blev esterne besejret af Tyskland, som vandt guld, samt af Australien, der tog sølvmedaljerne. Han deltog også ved både OL 2004 i Athen, OL 2008 i Beijing og OL 2012 i London, dog uden at vinde medalje ved nogen af disse lege.
Jämsä har, som del af den succesfulde estiske dobbeltfirer, desuden vundet hele tre EM-guldmedaljer og én EM-sølvmedalje, samt tre VM-bronzemedaljer.

## OL-medaljer
- 2016:  Bronze i dobbeltfirer